# 下総インターチェンジ
下総インターチェンジ（しもふさインターチェンジ）は、千葉県成田市青山にある、首都圏中央連絡自動車道（圏央道）のインターチェンジ。

## 歴史
- 2007年（平成19年）2月1日：当ICの追加設置が決定[4]。
- 2013年（平成25年）12月24日：当ICの名称が「下総IC」で正式決定[5]。
- 2015年（平成27年）6月7日：神崎IC - 大栄JCT間開通に伴い、供用開始[1][2]。
- 2024年（令和6年）9月19日：料金所がETC専用になる[6]。

## 接続する道路
- 直接接続
  - C4首都圏中央連絡自動車道(87番)
  - 千葉県道63号成田下総線

## 周辺
- 成田ゆめ牧場：約2km[2]

## 隣
C4 首都圏中央連絡自動車道
(86)神崎IC - (87)下総IC - (90)大栄JCT